# Palo Alto (Film)
Das US-amerikanische Coming-of-Age-Drama Palo Alto ist der Debütfilm der Regisseurin Gia Coppola. Er handelt von drei befreundeten Jugendlichen in der US-amerikanischen Stadt Palo Alto, die während der Handlung mit unterschiedlichen Problemen konfrontiert werden. Er basiert auf drei Geschichten aus der gleichnamigen Kurzgeschichtensammlung von James Franco, der gemeinsam mit Coppola das Drehbuch verfasste.

## Handlung
Der Film handelt von den drei gleichaltrigen Freunden April, Fred und Teddy. Teddy ist verliebt in April, sagt ihr aber nichts davon. Fred ist sehr destruktiv, was sich darin zeigt, dass er direkt zu Beginn des Films mit einem Auto absichtlich in eine Mauer fährt, vor der er zuvor geparkt hatte.
Die drei verlassen eine Party und gehen auf einen nah gelegenen Friedhof. Hier unterhalten sie sich über Suizid, wobei Fred verlauten lässt, dass er bei einem Suizid andere mit in den Tod nehmen wolle. Nachdem sie auf die Party zurückgekehrt sind, wird April von Freundinnen in Beschlag genommen. Daraufhin betrinkt Teddy sich maßlos und hat Oralverkehr mit Emily. April knutscht wiederum mit einem anderen Jungen, was Teddy sieht. Teddy verlässt daraufhin gemeinsam mit Fred die Party und verursacht einen Verkehrsunfall und begeht Fahrerflucht. Anschließend wird er noch am selben Abend als Unfallfahrer identifiziert und in Polizeigewahrsam genommen.
Teddy wird für seine Fahrt unter Alkoholeinfluss zu zwölf Monaten auf Bewährung verurteilt. Außerdem muss er Sozialstunden in einer Kinderbibliothek verrichten. Seine Mutter wünscht sich, dass er von Fred Abstand nimmt. In der Folge isoliert sich Teddy von seinen Freunden. Fred überrascht ihn mit einem Besuch bei seiner Arbeit in der Bibliothek, wo Fred einen Penis in ein Kinderbuch schmiert. In der Folge wird Teddy aus der Kinderbibliothek entlassen, kann aber seine Sozialstunden in einem Altersheim weiter verrichten.
Fred schläft in der Zeit, in der Teddy keinen Kontakt zu ihm hat, mit Emily. Als Off-Stimme berichtet Fred davon, dass er mit Emily, die selbst keine Freunde hat, eine lockere Freundschaft aufgebaut, sie aber schlecht behandelt habe; in dieser Zeit habe er sie mit auf eine Party genommen, auf der alle anwesenden Jungen auf seine Anregung hin mit ihr Sex hatten. 
April jobbt als Babysitterin des Sohns von Mr. B., ihrem Fußballtrainer bzw. Sportlehrer. Als Mr. B. von einem Date nach Hause kommt, erzählt er April davon, wie schlecht es war. Außerdem flirtet er immer wieder mit April. Er bietet ihr an, ihr beim Babysitten mit dem Schulstoff zu helfen. Bei der Nachhilfe küssen April und Mr. B. sich und er gesteht ihr seine Zuneigung, später sogar seine Liebe. Mit der Zeit kommt es dazu, dass April mit ihrem Sportlehrer schläft. Beim Training ignoriert er April vermehrt und wendet sich eher anderen Mitspielerinnen zu. Von seinem Sohn erfährt April, dass außer ihr auch ihre Teamkollegin Raquel bei ihm babysittet. Sie schließt aus dieser Information und seinem Verhalten gegenüber Raquel beim Training, dass Mr. B. mit ihr ebenfalls eine Affäre hat. Daraufhin beendet sie ihrerseits die Verbindung mit ihrem Trainer, obwohl er seine Liebe beteuert.
Bei einer Party treffen die Freunde wieder aufeinander. Fred möchte bei dieser Party Emily verführen, wird aber von ihr verletzt, als sie ihm eine Flasche an den Kopf schlägt. April und Teddy sitzen allein an einem Lagerfeuer, als Teddy ihr seine Liebe gesteht. Sie erinnert ihn an den unbeschwerten Moment, als sie auf dem Friedhof waren, und wünscht sich die Zeit zurück. Sie verlassen gemeinsam die Party und verbringen Zeit auf einem Parkplatz, wo viele Jugendliche skateboarden.
Teddy wird von Fred vom Parkplatz abgeholt, um von einem Dealer Marihuana zu kaufen. April macht sich auf den Weg nach Hause. Nach dem Treffen mit dem Dealer macht Fred den Vorschlag, als Geisterfahrer auf eine Straße zu fahren. Teddy macht Fred klar, dass er mit ihm nicht abhängen kann, wenn dieser solche Ideen hat, und lässt sich am Straßenrand absetzen. Fred fährt als Geisterfahrer mit hoher Geschwindigkeit auf eine mehrspurige Straße, wo ihm entgegenkommende Autos ausweichen. April schreibt Teddy eine Mitteilung, woraufhin er lächelt und durch die Nacht spaziert.

## Hintergrund

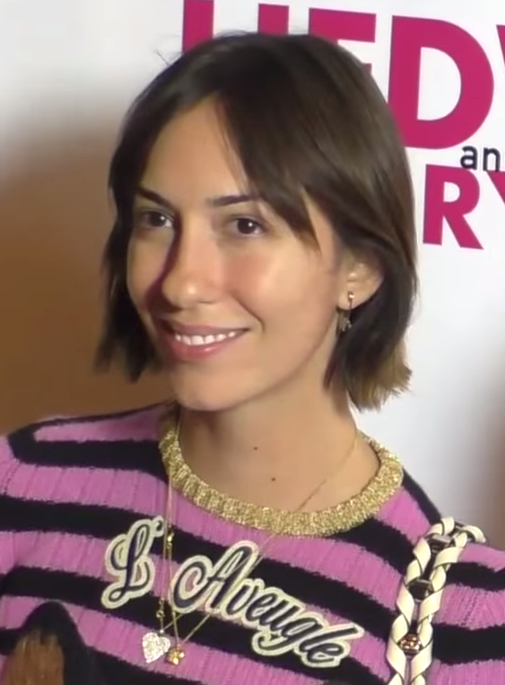
Gia Coppola (2016)

Palo Alto ist nach mehreren Kurzfilmen der erste Spielfilm von Gia Coppola, der Enkelin von Francis Ford Coppola und Nichte von Sofia Coppola. Sie arbeitete zwar bereits auf den Sets ihrer Verwandten, aber nur in Assistenzpositionen, beispielsweise bei den Kostümdesignern.

### Entstehungsgeschichte
Der Film entstand auf Grundlage der Kurzgeschichtensammlung Palo Alto von James Franco, die auf seinen Jugenderfahrungen in Palo Alto basiert. Nachdem James Franco Fotografien gesehen hatte, die Coppola aufgenommen hatte, ermutigte er sie, Filme zu drehen. Außerdem sollte sie seinen Geschichten eine weibliche Perspektive geben, weshalb er begrüßte, dass sie seine Kurzgeschichten verfilmte.
Gia Coppola und James Franco adaptierten gemeinsam drei Kurzgeschichten der Sammlung zu einem Drehbuch. Die drei Geschichten sind Jack-O, Emily und April.
Da Coppola in ihrem Erstlingswerk auch auf neue Gesichter setzen wollte, hatte sie Probleme bei der Finanzierung des Films, da er für Investoren unattraktiv war. Aus diesem Grund bat Franco seinen Agenten, ihm eine Rolle zu besorgen, durch deren Gage er wiederum Palo Alto finanzieren konnte, hierdurch spielte er im Action-Thriller Homefront mit Jason Statham mit.
Franco war anfangs zögerlich, ob er bei der Verfilmung seiner eigenen Geschichten auch eine Filmrolle übernehmen sollte, doch Gia Coppola wollte unbedingt die Rolle des charmanten Dreckskerls und Sportlehrers mit ihm besetzen.
Zu den Drehorten zählte Coppolas Jugendzimmer, das von ihrer Mutter Jacqui Getty nach Auszug von Gia Coppola nicht verändert wurde. Im Film spielt Getty eine Nebenrolle als Aprils Mutter, Aprils Stiefvater wird von Val Kilmer verkörpert, dessen Sohn eine Hauptrolle im Film innehat.
Von der Idee der Geschichtenverfilmung bis zur Veröffentlichung dauerte das Filmprojekt fünf Jahre.

### Veröffentlichung
Der Film feierte Anfang September 2013 beim Telluride Film Festival seine Premiere. Danach wurde der Film bei weiteren Festivals wie dem Tribeca Film Festival aufgeführt. Am 9. Mai 2014 wurde der Film von Tribeca Productions in den Vereinigten Staaten herausgebracht.

## Synchronisation
Die deutschsprachige Version wurde am 10. Juli 2015 veröffentlicht. Die synchronisierte Fassung erschien direkt auf DVD.
Die deutschsprachige Synchronisation entstand nach den Dialogbüchern von Lorenz Bethmann und unter der Dialogregie von Rainer Raschewski durch die Synchronfirma RRP Media.
| Rolle  | Schauspieler | Synchronsprecher |
| ------ | ------------ | ---------------- |
| Teddy  | Jack Kilmer  | Julius Jellinek  |
| April  | Emma Roberts | Luisa Wietzorek  |
| Fred   | Nat Wolff    | Dirk Stollberg   |
| Mr. B. | James Franco | Kim Hasper       |

## Kritiken
Palo Alto hat bei Rotten Tomatoes bei 129 Kritiken eine Zustimmung von 70 %, während die Nutzer den Film bei mehr als 10.000 abgegebenen Stimmen nur zu 49 % positiv bewerteten. Der Film wird als vielversprechendes Debüt von Gia Coppola angesehen und die Schwächen der Handlung werden durch gute Schauspieler und schöne Bilder kompensiert.
Peter Debruge vom Variety-Magazin stellt fest, dass der Film im Gegensatz zu vielen Jugendfilmen der letzten Jahre nicht schockieren möchte, sondern eher darauf setzt, die Wahrheit zeitgenössischer Teenager beim Übergang von der Kindheit zum Entdecken der eigenen Identität zu zeigen, und sich dabei Mitteln wie Misogynie und selbstzerstörerischen Experimenten bedient. Außerdem hat der Film Längen, was aber daran liegt, dass eben die Hauptcharaktere selbst ebenfalls keine Ziele haben.
Carolin Weidner vom Spiegel bescheinigte dem Film die Aufmachung eines Fotoromans, wobei man merke, dass Gia Coppola vor der Produktion dieses Films hauptsächlich im Bereich der Fotografie tätig gewesen sei. Eine große Geschichte finde man nicht in dem Film, aber kurze Szenen aus dem Leben von Teenagern. In der Elle wurde der Film als „melancholisch-veträumtes Regie-Debüt“ bezeichnet, das durch einen jungen Cast, tolle Bilder und einen guten Soundtrack besteche.
Christoph Hartung lobte vor allem Emma Roberts, Nichte der Schauspielerin Julia Roberts, für ihre Darstellung der Protagonistin April, der er eine große Präsenz und Grandiosität in der Nutzung kleiner Gesten zuspricht. Auch die Arbeit Coppolas bewertet er positiv als kreativ, hochkonzentriert und cool. Er schließt seine Rezension mit den Worten: „Die Jugend ist ein verzweifelter Ort. Selten macht das Kino uns das so klar, wie in Gia Coppolas ‚Palo Alto‘.“